# I Would Stay
I Would Stay is de tweede single afkomstig van het album Nothing Less uit 2000 van de uit Tilburg afkomstige Nederlandse band Krezip. Op 16 juni van dat jaar werd het nummer op single uitgebracht.
De plaat werd een gigantische hit in het Nederlandse taalgebied. In Nederland was de plaat in week 24 van 2000 Megahit op Radio 3FM en bereikte de nummer 1-positie in zowel de Nederlandse Top 40 op Radio 538 als de Mega Top 100 op Radio 3FM.
In België bereikte de plaat eveneens de nummer 1-positie in zowel de Vlaamse Vlaamse Ultratop 50 als de Vlaamse Radio 2 Top 30. Het was Krezips eerste hit in Nederland en Vlaanderen.

## Geschiedenis
Zowel de single als de videoclip werden een aantal weken voor verschijnen opgenomen tijdens Krezips optreden op Pinkpop. In tegenstelling tot de eerste en latere singles is I Would Stay rustig van karakter en is het voornaamste instrument geen gitaar, maar een piano. Vooral het schattige karakter en enthousiasme van de middelbarescholieren-band op een dergelijk festival zorgde voor veel sympathie bij het publiek.
De plaat kwam in dezelfde week als de zomerhit Que sí que no van Jody Bernal binnen in zowel de Nederlandse Top 40 op Radio 538 als de Mega Top 100 op Radio 3FM. Na vier weken vlak onder deze single in de Nederlandse Top 40 gestaan te hebben, klom de single voor drie weken naar de top van deze hitlijst. In de Mega Top 100 werd de nummer 1-positie nooit bereikt, omdat Bernals hit daar al die tijd onafgebroken op 1 bleef staan. Na achttien weken verdween I Would Stay uit de Nederlandse Top 40. De single belandde op de derde plaats in de Top 40-jaarlijst 2000 en op de tweede plaats in de Top 100-jaarlijst 2000. 
In de Vlaamse Ultratop 50 voerde de single achtereenvolgens negen weken de lijst aan en werd de best verkochte single van 2000 in Vlaanderen.
Op 26 april 2008 kreeg Krezip de 3FM Award Beste Nederlandse Single NL Top 100 voor I Would Stay.

## Hitnoteringen

### Nederlandse Top 40
| "I would stay" in de Nederlandse Top 40 - binnen: 1 juli 2000 | "I would stay" in de Nederlandse Top 40 - binnen: 1 juli 2000 | "I would stay" in de Nederlandse Top 40 - binnen: 1 juli 2000 | "I would stay" in de Nederlandse Top 40 - binnen: 1 juli 2000 | "I would stay" in de Nederlandse Top 40 - binnen: 1 juli 2000 | "I would stay" in de Nederlandse Top 40 - binnen: 1 juli 2000 | "I would stay" in de Nederlandse Top 40 - binnen: 1 juli 2000 | "I would stay" in de Nederlandse Top 40 - binnen: 1 juli 2000 | "I would stay" in de Nederlandse Top 40 - binnen: 1 juli 2000 | "I would stay" in de Nederlandse Top 40 - binnen: 1 juli 2000 | "I would stay" in de Nederlandse Top 40 - binnen: 1 juli 2000 | "I would stay" in de Nederlandse Top 40 - binnen: 1 juli 2000 | "I would stay" in de Nederlandse Top 40 - binnen: 1 juli 2000 | "I would stay" in de Nederlandse Top 40 - binnen: 1 juli 2000 | "I would stay" in de Nederlandse Top 40 - binnen: 1 juli 2000 | "I would stay" in de Nederlandse Top 40 - binnen: 1 juli 2000 | "I would stay" in de Nederlandse Top 40 - binnen: 1 juli 2000 | "I would stay" in de Nederlandse Top 40 - binnen: 1 juli 2000 | "I would stay" in de Nederlandse Top 40 - binnen: 1 juli 2000 | "I would stay" in de Nederlandse Top 40 - binnen: 1 juli 2000 |
| Week                                                          | 1                                                             | 2                                                             | 3                                                             | 4                                                             | 5                                                             | 6                                                             | 7                                                             | 8                                                             | 9                                                             | 10                                                            | 11                                                            | 12                                                            | 13                                                            | 14                                                            | 15                                                            | 16                                                            | 17                                                            | 18                                                            |                                                               |
| ------------------------------------------------------------- | ------------------------------------------------------------- | ------------------------------------------------------------- | ------------------------------------------------------------- | ------------------------------------------------------------- | ------------------------------------------------------------- | ------------------------------------------------------------- | ------------------------------------------------------------- | ------------------------------------------------------------- | ------------------------------------------------------------- | ------------------------------------------------------------- | ------------------------------------------------------------- | ------------------------------------------------------------- | ------------------------------------------------------------- | ------------------------------------------------------------- | ------------------------------------------------------------- | ------------------------------------------------------------- | ------------------------------------------------------------- | ------------------------------------------------------------- | ------------------------------------------------------------- |
| Nummer                                                        | 24                                                            | 9                                                             | 2                                                             | 2                                                             | 2                                                             | 2                                                             | 1                                                             | 1                                                             | 1                                                             | 3                                                             | 4                                                             | 5                                                             | 11                                                            | 12                                                            | 15                                                            | 19                                                            | 26                                                            | 30                                                            | uit                                                           |

### Mega Top 100
Hitnotering: 24-06-2000 t/m 23-12-2000. Hoogste notering: #2 (8 weken).

### Vlaamse Ultratop 50
| "I would stay" in de Vlaamse Ultratop 50 - binnen: 5 augustus 2000 | "I would stay" in de Vlaamse Ultratop 50 - binnen: 5 augustus 2000 | "I would stay" in de Vlaamse Ultratop 50 - binnen: 5 augustus 2000 | "I would stay" in de Vlaamse Ultratop 50 - binnen: 5 augustus 2000 | "I would stay" in de Vlaamse Ultratop 50 - binnen: 5 augustus 2000 | "I would stay" in de Vlaamse Ultratop 50 - binnen: 5 augustus 2000 | "I would stay" in de Vlaamse Ultratop 50 - binnen: 5 augustus 2000 | "I would stay" in de Vlaamse Ultratop 50 - binnen: 5 augustus 2000 | "I would stay" in de Vlaamse Ultratop 50 - binnen: 5 augustus 2000 | "I would stay" in de Vlaamse Ultratop 50 - binnen: 5 augustus 2000 | "I would stay" in de Vlaamse Ultratop 50 - binnen: 5 augustus 2000 | "I would stay" in de Vlaamse Ultratop 50 - binnen: 5 augustus 2000 | "I would stay" in de Vlaamse Ultratop 50 - binnen: 5 augustus 2000 | "I would stay" in de Vlaamse Ultratop 50 - binnen: 5 augustus 2000 | "I would stay" in de Vlaamse Ultratop 50 - binnen: 5 augustus 2000 | "I would stay" in de Vlaamse Ultratop 50 - binnen: 5 augustus 2000 | "I would stay" in de Vlaamse Ultratop 50 - binnen: 5 augustus 2000 | "I would stay" in de Vlaamse Ultratop 50 - binnen: 5 augustus 2000 | "I would stay" in de Vlaamse Ultratop 50 - binnen: 5 augustus 2000 | "I would stay" in de Vlaamse Ultratop 50 - binnen: 5 augustus 2000 | "I would stay" in de Vlaamse Ultratop 50 - binnen: 5 augustus 2000 | "I would stay" in de Vlaamse Ultratop 50 - binnen: 5 augustus 2000 | "I would stay" in de Vlaamse Ultratop 50 - binnen: 5 augustus 2000 | "I would stay" in de Vlaamse Ultratop 50 - binnen: 5 augustus 2000 | "I would stay" in de Vlaamse Ultratop 50 - binnen: 5 augustus 2000 | "I would stay" in de Vlaamse Ultratop 50 - binnen: 5 augustus 2000 | "I would stay" in de Vlaamse Ultratop 50 - binnen: 5 augustus 2000 |
| Week                                                               | 1                                                                  | 2                                                                  | 3                                                                  | 4                                                                  | 5                                                                  | 6                                                                  | 7                                                                  | 8                                                                  | 9                                                                  | 10                                                                 | 11                                                                 | 12                                                                 | 13                                                                 | 14                                                                 | 15                                                                 | 16                                                                 | 17                                                                 | 18                                                                 | 19                                                                 | 20                                                                 | 21                                                                 | 22                                                                 | 23                                                                 | 24                                                                 | 25                                                                 |                                                                    |
| ------------------------------------------------------------------ | ------------------------------------------------------------------ | ------------------------------------------------------------------ | ------------------------------------------------------------------ | ------------------------------------------------------------------ | ------------------------------------------------------------------ | ------------------------------------------------------------------ | ------------------------------------------------------------------ | ------------------------------------------------------------------ | ------------------------------------------------------------------ | ------------------------------------------------------------------ | ------------------------------------------------------------------ | ------------------------------------------------------------------ | ------------------------------------------------------------------ | ------------------------------------------------------------------ | ------------------------------------------------------------------ | ------------------------------------------------------------------ | ------------------------------------------------------------------ | ------------------------------------------------------------------ | ------------------------------------------------------------------ | ------------------------------------------------------------------ | ------------------------------------------------------------------ | ------------------------------------------------------------------ | ------------------------------------------------------------------ | ------------------------------------------------------------------ | ------------------------------------------------------------------ | ------------------------------------------------------------------ |
| Nummer                                                             | 27                                                                 | 9                                                                  | 5                                                                  | 1                                                                  | 1                                                                  | 1                                                                  | 1                                                                  | 1                                                                  | 1                                                                  | 1                                                                  | 1                                                                  | 1                                                                  | 3                                                                  | 2                                                                  | 2                                                                  | 2                                                                  | 5                                                                  | 8                                                                  | 14                                                                 | 17                                                                 | 24                                                                 | 27                                                                 | 25                                                                 | 24                                                                 | 32                                                                 | uit                                                                |

### NPO Radio 2 Top 2000
| Nummer met noteringen in de NPO Radio 2 Top 2000 | '01 | '02 | '03 | '04 | '05 | '06 | '07 | '08 | '09 | '10 | '11 | '12 | '13 | '14 | '15 | '16 | '17 | '18 | '19 | '20 | '21 | '22 | '23 | '24 |
| ------------------------------------------------ | --- | --- | --- | --- | --- | --- | --- | --- | --- | --- | --- | --- | --- | --- | --- | --- | --- | --- | --- | --- | --- | --- | --- | --- |
| I Would Stay                                     | 327 | 202 | 139 | 386 | 290 | 360 | 249 | 262 | 167 | 251 | 362 | 405 | 426 | 425 | 427 | 478 | 473 | 410 | 229 | 258 | 309 | 291 | 271 | 306 |

1. ↑  Een vetgedrukt getal geeft de hoogste notering aan.
2. ↑  2001 was het eerste jaar met een notering voor dit nummer.

## Tracklist
1. "I Would Stay" (Album Version) - 3:51
2. "In Her Head" (Pinkpop Live) - 2:42
3. "In Her Sun (Stupid)" (Pinkpop Live) - 4:45
4. "I Would Stay" (Pinkpop Live) - 4:15

## Trivia
- Jacqueline Govaert schreef dit nummer toen ze 14 was.
- In een reclamespot van Orange in 2007 speelden verschillende versies van het nummer een rol. De reggae-cover van Beef sloeg zodanig aan dat deze op single werd uitgebracht.